# Gerhard Pankotsch
Gerhard Pankotsch (* 31. Januar 1949 in Waldthurn) ist ein ehemaliger deutscher Fußballspieler. In den 1970er Jahren spielte er für den ESV Ingolstadt, den VfR Heilbronn, den FC Homburg und die SpVgg Fürth in der zweitklassigen Regionalliga Süd bzw. Südwest sowie der 2. Bundesliga Süd, in insgesamt 211 Zweitligapartien erzielte der Stürmer 73 Tore. Als Interimstrainer leitete er zudem zweimal kurzzeitig das Training beim seinerzeitigen fränkischen Zweitligisten, ehe er sich kurzzeitig als Amateurtrainer versuchte.

## Sportlicher Werdegang
Pankotsch begann mit dem Fußballspielen Ende der 1950er Jahre bei der SpVgg Vohenstrauß. Dort rückte er später in die in der seinerzeit viertklassigen Landesliga Bayern antretende Wettkampfmannschaft auf. Unter Trainer Karel Finek stieg er mit der Mannschaft 1969 in die Amateurliga Bayern auf, mit 26 Toren war der Nachwuchsstürmer maßgeblich am Erfolg beteiligt. In der Spielzeit 1969/70 wurde er dort mit 28 Treffern Torschützenkönig, damit war er einer der Garanten für den Klassenerhalt als Tabellensiebter.
1971 wagte Pankotsch den Sprung in die Zweitklassigkeit zum ESV Ingolstadt-Ringsee. Zwar zeichnete er mit zehn Toren in 27 Spielen persönlich erfolgreich, als Tabellenschlusslicht der Spielzeit 1971/72 stieg er mit dem Klub ab. Daraufhin wechselte er zum Ligakonkurrenten VfR Heilbronn, kam jedoch nicht über die Rolle eines Ergänzungsspielers hinaus. Im Sommer 1973 zog er daraufhin zum FC Homburg weiter, wo er unter Trainer Uwe Klimaschefski als Tabellendritter der Südwest-Regionalliga 1973/74 die Qualifikation für die Aufstiegsrunde zur Bundesliga hinter dem 1. FC Saarbrücken knapp verpasste. Damit war jedoch die Teilnahme an der 2. Bundesliga gesichert, wo er mit 15 Saisontreffern in der Auftaktsaison 1974/75 zu den besten Torschützen der Südstaffel gehörte und damit den Klub zum Klassenerhalt führte. Wenngleich er in den folgenden Spielzeiten nicht mehr an diese Trefferzahl herankam, war er unter Klimaschefski über weite Strecken Stammspieler, als der Klub sich im vorderen Tabellenbereich etablierte. Im Frühjahr 1976 zog er sich eine Knöchelfraktur zu, nach der Wiedergenesung setzte Klimaschefski nur noch sporadisch auf ihn.
Im November 1977 wechselte Pankotsch vom FC Homburg zum Ligakonkurrenten SpVgg Fürth. Hatte er bis dato in zehn Ligaeinsätzen für die Saarländer vier Tore erzielt, ergänzte er für die Franken mit neun Toren in 20 Spielen seine Gesamtbilanz in der Spielzeit 1977/78 mit 13 Saisontreffern erneut in den zweistelligen Bereich. Nach der Verpflichtung von Eduard Kirschner rückte er vornehmlich ins Mittelfeld, blieb aber mit sieben Saisontreffern erneut torgefährlicher Spieler. In der folgenden Saison fiel er kurz nach Saisonbeginn mit einer Meniskusquetschung zeitweise aus. Im Dezember 1979 zog er sich eine Muskelverletzung zu, die keine weiteren Spieleinsätze erlaubt und im März zu seinem vorzeitigen Karriereende führte, als er bei den „Kleeblättern“ in die Jugendarbeit wechselte.
Bis 1983 war Pankotsch als Jugendtrainer bei der SpVgg Fürth tätig, im Sommer 1980 stieg er mit der A-Jugend-Mannschaft in die Bayernliga als seinerzeit höchste Spielklasse auf. In der Spielzeit 1980/81 trainierte er parallel den Kreisligisten TSV Altenberg. Nach der Trennung von Dieter Schulte Anfang März 1981 betreute er zudem interimistisch die Fürther Wettkampfmannschaft in der 2. Bundesliga, als diese einen 1:0-Auswärtserfolg beim 1. FC Saarbrücken durch ein Tor von Franz Weber einfuhr. Auch in der Spielzeit 1981/82 kam er nochmals zu einem Wettkampfspiel als Trainer, im Gelsenkirchener Parkstadion nahm er am letzten Spieltag auf der Trainerbank Platz, da der bisherige Trainer Lothar Kleim vorzeitig seinen zum Sommer anstehenden Wechsel zu Union Solingen vollzog, um dort am letzten Spieltag den Klassenerhalt zu bewerkstelligen. Mit einem 3:3-Unentschieden beim Zweitliga-Meister blieb er auch hier ungeschlagen, am Folgetag trainierte er die Mannschaft bei einem mit 7:0 gewonnenen Freundschaftsspiel gegen den TSV Vestenbergsgreuth ebenso wie zwei Tage später beim mit 0:2 durch Tore von Emmanuel Kundé und Roger Milla verlorenen Vorbereitungsspiel der kamerunischen Nationalmannschaft auf die WM-Endrunde 1982 erneut.
1984 übernahm Pankotsch den Trainerposten beim Viertligisten VfB Coburg, der am Ende der Spielzeit 1983/84 aus der Bayernliga abgestiegen war. Mit 21 Punkten Rückstand auf den SV Heidingsfeld verpasste er mit der Mannschaft den angestrebten Wiederaufstieg aus der Landesliga deutlich.